# Jihlavai járás

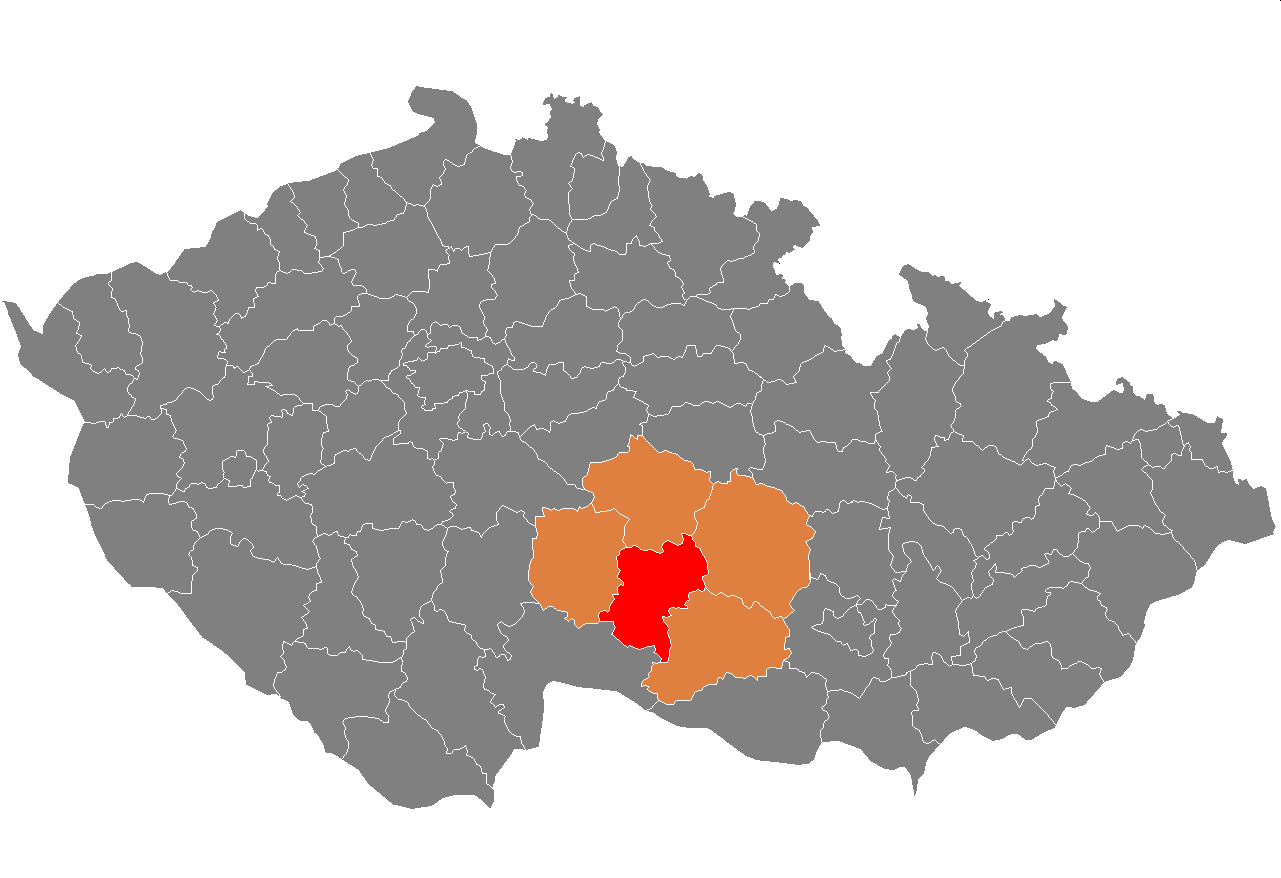
A Jihlavai járás

A Jihlavai járás (csehül: Okres Jihlava) közigazgatási egység Csehország Vysočina kerületében. Székhelye Jihlava. Lakosainak száma 112 950 fő (2009). Területe 1199,32 km².

## Városai, mezővárosai és községei
A városok félkövér, a mezővárosok dőlt, a községek álló betűkkel szerepelnek a felsorolásban.
Arnolec •
Batelov •
Bílý Kámen •
Bítovčice •
Bohuslavice •
Borovná •
Boršov •
Brtnice •
Brtnička •
Brzkov •
Cejle •
Cerekvička-Rosice •
Černíč •
Čížov •
Dlouhá Brtnice •
Dobronín •
Dobroutov •
Dolní Cerekev •
Dolní Vilímeč •
Doupě •
Dudín •
Dušejov •
Dvorce •
Dyjice •
Hladov •
Hodice •
Hojkov •
Horní Dubenky •
Horní Myslová •
Hostětice •
Hrutov •
Hubenov •
Hybrálec •
Jamné •
Jersín •
Jezdovice •
Ježená •
Jihlava •
Jihlávka •
Jindřichovice •
Kalhov •
Kaliště •
Kamenice •
Kamenná •
Klatovec •
Kněžice •
Knínice •
Kostelec •
Kostelní Myslová •
Kozlov •
Krahulčí •
Krasonice •
Lhotka •
Luka nad Jihlavou •
Malý Beranov •
Markvartice •
Měšín •
Milíčov •
Mirošov •
Mrákotín •
Mysletice •
Mysliboř •
Nadějov •
Nevcehle •
Nová Říše •
Olšany •
Olší •
Opatov •
Ořechov •
Otín •
Panenská Rozsíčka •
Panské Dubenky •
Pavlov •
Plandry •
Polná •
Puklice •
Radkov •
Rančířov •
Rantířov •
Řásná •
Řídelov •
Rohozná •
Rozseč •
Růžená •
Rybné •
Sedlatice •
Sedlejov •
Šimanov •
Smrčná •
Stáj •
Stará Říše •
Stonařov •
Strachoňovice •
Střítež •
Suchá •
Švábov •
Svojkovice •
Telč •
Třešť •
Třeštice •
Urbanov •
Ústí •
Vanov •
Vanůvek •
Vápovice •
Velký Beranov •
Větrný Jeníkov •
Věžnice •
Věžnička •
Vílanec •
Volevčice •
Vyskytná nad Jihlavou •
Vysoké Studnice •
Vystrčenovice •
Záborná •
Zadní Vydří •
Žatec •
Zbilidy •
Zbinohy •
Zdeňkov •
Ždírec •
Zhoř •
Zvolenovice

## Fordítás
- * Ez a szócikk részben vagy egészben  a   Jihlava District című angol Wikipédia-szócikk ezen változatának fordításán alapul.  Az eredeti cikk szerkesztőit annak laptörténete sorolja fel. Ez a jelzés csupán a megfogalmazás eredetét és a szerzői jogokat jelzi, nem szolgál a cikkben szereplő információk forrásmegjelöléseként.
- * Ez a szócikk részben vagy egészben  az   Okres Jihlava című cseh Wikipédia-szócikk ezen változatának fordításán alapul.  Az eredeti cikk szerkesztőit annak laptörténete sorolja fel. Ez a jelzés csupán a megfogalmazás eredetét és a szerzői jogokat jelzi, nem szolgál a cikkben szereplő információk forrásmegjelöléseként.